# Tel-Yossef
Tel-Yossef (en hébreu : תל יוסף) est un kibboutz installé dans la vallée de Jezreel, sur la route reliant Afoula à Beït-Shéan, au niveau du kibboutz Eïn-Harod. Il dépend du mouvement kibboutznik TAKAM.
Il est fondé en 1921 par des immigrants issus de la troisième vague d'aliyah et appartenant au Gdoud Haavoda. Le nom de Tel-Yossef rappelle le souvenir de Joseph Trumpeldor.
Lors des émeutes de 1936, Tel-Yossef sert de base au programme de Tour et Muraille et le Palmach l'utilise comme l'un de ses centres logistiques.
Tel-Yossef compte 550 membres, et son économie repose sur les revenus de l'agriculture et d'une imprimerie.